# Chirosia sichuanensis
Chirosia sichuanensis är en tvåvingeart som beskrevs av Feng 1987. Chirosia sichuanensis ingår i släktet Chirosia och familjen blomsterflugor. Inga underarter finns listade i Catalogue of Life.